# عرب محافظة عیلام
عرب محافظة عيلام فئة سكانية تشكل ما نسبته القلیل بحسب إحصائيات الحكومة الرسمية. ويقطن معظم العرب في محافظة عیلام في المناطق الجنوبية محافظة عیلام: موسيان مقاطعة دهلران.

## المجموعات
ينقسم عرب محافظة عیلام إلى 9 عشائر في المناطق الجنوبية محافظة عيلام:
سادات بخات وعلویة
كنانة
بنو كعب
بنو لام
عشیرة بوحمید
عشیرة الخزرج
عشیرة الدلفیة
عشیرة صیفی في مقاطعة مهران
وعرب رودبار: القرى عرب رودبار (تشم شير ، تشم روته، داربلوط) في مقاطعة سيروان.

## من مشاهير عرب محافظة عيلام
محسن الأعرجي